# Sport nelle Marche
Lo sport nelle Marche si è sviluppato ad un certo livello solo dal secondo dopoguerra in poi.

## Principali impianti sportivi

### Stadi
| Nome stadio                      | Città                    | Capienza omologata |
| -------------------------------- | ------------------------ | ------------------ |
| Stadio del Conero                | Ancona                   | 23976 posti        |
| Stadio Cino e Lillo del Duca     | Ascoli Piceno            | 20853 posti        |
| Stadio Riviera delle Palme       | San Benedetto del Tronto | 14995 posti        |
| Stadio Bruno Recchioni           | Fermo                    | 9500 posti         |
| Stadio Raffaele Mancini          | Fano                     | 8800 posti         |
| Stadio della Vittoria            | Tolentino                | 5000 posti         |
| Stadio Tonino Benelli            | Pesaro                   | 4800 posti         |
| Stadio Pacifico Carotti          | Jesi                     | 4800 posti         |
| Stadio Goffredo Bianchelli       | Senigallia               | 4000 posti         |
| Stadio Helvia Recina             | Macerata                 | 3972 posti         |
| Polisportivo comunale            | Civitanova Marche        | 3700 posti (circa) |
| Stadio Montefeltro               | Urbino                   | 3500 posti         |
| Stadio Giovanni Spadoni          | Vallefoglia              | 3000 posti         |
| Stadio Villa San Filippo         | Monte San Giusto         | 2012 posti         |
| Stadio Diana                     | Osimo                    | 2000 posti         |
| Stadio Salvo d'Acquisto          | Loreto                   | 1500 posti (circa) |
| Stadio Comunale Nicola Tubaldi   | Recanati                 | 1000 posti         |
| Stadio Comunale Vincenzo Monaldi | Porto Recanati           | 1000 posti         |
| Stadio Comunale Cerioni          | Marina di Montemarciano  | 300 posti          |

### Palasport
| Nome Palasport                | Città                    | Capienza           |
| ----------------------------- | ------------------------ | ------------------ |
| Adriatic Arena                | Pesaro                   | 10323 posti        |
| PalaRossini                   | Ancona                   | 5066 posti         |
| PalaCivitanova                | Civitanova Marche        | 4200 posti         |
| PalaGuerrieri                 | Fabriano                 | 4050 posti         |
| PalaTriccoli                  | Jesi                     | 3800 posti         |
| PalaSavelli                   | Porto San Giorgio        | 3800 posti         |
| PalaBaldinelli                | Osimo                    | 3481 posti         |
| Palasport Fontescodella       | Macerata                 | 2200 posti         |
| Palasport "Massimo Serenelli" | Loreto                   | 2009 posti         |
| PalaVeneto                    | Ancona                   | 2000 posti (circa) |
| PalaMondolce                  | Urbino                   | 1612 posti         |
| PalaSpeca                     | San Benedetto del Tronto | 1600 posti         |
| PalaCingolani-Pierini         | Recanati                 | 2000               |

## Principali società sportive

### Atletica
- A.S.A. Ascoli
- Sport Atletica Fermo
- Atletica AVIS Macerata
- Atletica Sangiorgese R. Rocchetti 1922
- SEF Stamura Ancona
- Atletica Civitanova
- Atletica AMA Civitanova
- Atletica Osimo
- Team Atletica Porto Sant'Elpidio
- Team Atletica Marche
- Atletica Jesi
- Atletica Fabriano
- CUS Urbino
- Collection Atletica Sanbenedettese

### Baseball
- Unione Picena Baseball
- Fano Baseball '94
- Baseball Club Pesaro
- Cupramontana Baseball
- Macerata Angels Baseball Club
- Ancona Baseball
- Potenza Picena Baseball
- Comuni Fermani serie B
- Porto Sant'Elpidio baseball

### Calcio
Il calcio è lo sport maggiormente praticato nella regione. Di seguito si riporta l'elenco delle squadre marchigiane, in ordine decrescente delle partecipazioni ai primi sei livelli del campionato italiano di calcio a carattere nazionale, interregionale ed al massimo livello regionale a girone unico. In grassetto il livello della stagione 2024-2025.
| #   | Società                        | I livello | II livello | III livello | IV livello | V livello | 1° Regionale | Totale |
| --- | ------------------------------ | --------- | ---------- | ----------- | ---------- | --------- | ------------ | ------ |
| 1ª  | Ascoli                         | 16        | 27         | 35          | 12         | -         | -            | 90     |
| 2ª  | Ancona                         | 2         | 22         | 47          | 12         | 6         | 3            | 92     |
| 3ª  | Sambenedettese                 | -         | 21         | 44          | 8          | 9         | 3            | 85     |
| 4ª  | Maceratese                     | -         | 2          | 28          | 26         | 14        | 8            | 78     |
| 5ª  | Fermana                        | -         | 1          | 23          | 31         | 15        | 4            | 74     |
| 6ª  | Fano                           | -         | -          | 31          | 45         | 9         | 1            | 86     |
| 7ª  | Vis Pesaro                     | -         | -          | 30          | 33         | 8         | 3            | 74     |
| 8ª  | Jesina                         | -         | -          | 17          | 41         | 17        | 14           | 89     |
| 9ª  | Civitanovese                   | -         | -          | 7           | 34         | 13        | 9            | 63     |
| 10ª | Recanatese                     | -         | -          | 4           | 9          | 14        | 8            | 35     |
| 11ª | Vigor Senigallia               | -         | -          | 3           | 22         | 19        | 14           | 58     |
| 12ª | Tolentino                      | -         | -          | 2           | 20         | 19        | 13           | 53     |
| 13ª | Urbino                         | -         | -          | 2           | 3          | 10        | 17           | 32     |
| 14ª | Portorecanati                  | -         | -          | 2           | 2          | -         | 3            | 7      |
| 15ª | Sangiorgese                    | -         | -          | 1           | 18         | 7         | 6            | 32     |
| 16ª | Matelica                       | -         | -          | 1           | 6          | 1         | 3            | 11     |
| 17ª | Fabriano                       | -         | -          | -           | 18         | -         | 12           | 30     |
| 18ª | Castelfidardo                  | -         | -          | -           | 15         | -         | 4            | 19     |
| 19ª | Porto Sant'Elpidio             | -         | -          | -           | 10         | 8         | 11           | 29     |
| 20ª | Osimana                        | -         | -          | -           | 9          | 7         | 10           | 26     |
| 21ª | Sangiustese                    | -         | -          | -           | 5          | 6         | 16           | 27     |
| 22ª | Pergolese                      | -         | -          | -           | 5          | 3         | 11           | 19     |
| 23ª | Montegiorgio                   | -         | -          | -           | 5          | -         | 21           | 26     |
| 24ª | Falconarese                    | -         | -          | -           | 3          | 8         | 2            | 13     |
| 25ª | Elpidiense Cascinare           | -         | -          | -           | 3          | 6         | -            | 9      |
| 26ª | Monticelli                     | -         | -          | -           | 3          | -         | 2            | 5      |
| 27ª | Porto d'Ascoli                 | -         | -          | -           | 2          | -         | 7            | 9      |
| 28ª | Camerino                       | -         | -          | -           | 1          | 4         | 8            | 13     |
| 29ª | Atletico Ascoli/Ciabbino       | -         | -          | -           | 2          | -         | 4            | 6      |
| 30ª | Fossombrone 1949/Forsempronese | -         | -          | -           | 2          | 2         | 25           | 29     |
| 31ª | Folgore Falerone Montegranaro  | -         | -          | -           | 1          | -         | 3            | 4      |
| 32ª | Monturanese                    | -         | -          | -           | -          | 14        | 14           | 28     |
| 33ª | Vadese                         | -         | -          | -           | -          | 12        | 7            | 19     |
| 34ª | Real Montecchio                | -         | -          | -           | -          | 10        | 11           | 21     |
| 35ª | Urbania                        | -         | -          | -           | -          | 7         | 24           | 31     |
| 36ª | Cagliese                       | -         | -          | -           | -          | 7         | 9            | 16     |
| 37ª | Montegranaro                   | -         | -          | -           | -          | 6         | 17           | 23     |
| 38ª | Grottammare                    | -         | -          | -           | -          | 6         | 15           | 21     |
| 39ª | Centobuchi/Atletico Mariner    | -         | -          | -           | -          | 4         | 6            | 10     |
| 40ª | Castelfrettese                 | -         | -          | -           | -          | 3         | 11           | 14     |
| 41ª | Lucrezia                       | -         | -          | -           | -          | 3         | 10           | 13     |
| 42ª | Cingolana                      | -         | -          | -           | -          | 3         | 8            | 11     |
| 43ª | Truentina Castel di Lama       | -         | -          | -           | -          | 3         | 8            | 11     |
| 44ª | Audax Piobbico                 | -         | -          | -           | -          | 3         | 6            | 9      |
| 45ª | Biagio Nazzaro                 | -         | -          | -           | -          | 1         | 22           | 23     |
| 46ª | Cerreto                        | -         | -          | -           | -          | 1         | 5            | 6      |
| 47ª | Vis Stella                     | -         | -          | -           | -          | 1         | 2            | 3      |
| 48ª | Atletico Gallo Colbordolo      | -         | -          | -           | -          | -         | 9            | 9      |
| 49ª | Marina                         | -         | -          | -           | -          | -         | 7            | 7      |
| 50ª | Urbisalviense                  | -         | -          | -           | -          | -         | 7            | 7      |
| 51ª | Corridonia                     | -         | -          | -           | -          | -         | 6            | 6      |
| 52ª | Montefano                      | -         | -          | -           | -          | -         | 7            | 7      |
| 53ª | Atletico Azzurra Colli         | -         | -          | -           | -          | -         | 5            | 5      |
| 54ª | Potenza Picena                 | -         | -          | -           | -          | -         | 5            | 5      |
| 55ª | Trodica                        | -         | -          | -           | -          | -         | 5            | 5      |
| 56ª | Vallesina City                 | -         | -          | -           | -          | -         | 5            | 5      |
| 57ª | Atletico Alma                  | -         | -          | -           | -          | -         | 4            | 4      |
| 58ª | Belvederese                    | -         | -          | -           | -          | -         | 4            | 4      |
| 59ª | Calcinelli                     | -         | -          | -           | -          | -         | 4            | 4      |
| 60ª | Caldarola                      | -         | -          | -           | -          | -         | 4            | 4      |
| 61ª | Falco Acqualagna               |           | -          | -           | -          | -         | 4            | 4      |
| 62ª | Fermignanese                   | -         | -          | -           | -          | -         | 4            | 4      |
| 63ª | Fortitudo Fabriano             | -         | -          | -           | -          | -         | 4            | 4      |
| 64ª | Lunano                         | -         | -          | -           | -          | -         | 4            | 4      |
| 65ª | Piano San Lazzaro              | -         | -          | -           | -          | -         | 4            | 4      |
| 66ª | San Marco Servigliano          | -         | -          | -           | -          | -         | 4            | 4      |
| 67ª | Valdichienti Ponte             | -         | -          | -           | -          | -         | 4            | 4      |
| 68ª | Camerano                       | -         | -          | -           | -          | -         | 3            | 3      |
| 69ª | Loreto                         | -         | -          | -           | -          | -         | 3            | 3      |
| 70ª | Olimpia Ostra Vetere           | -         | -          | -           | -          | -         | 3            | 3      |
| 71ª | Settempeda                     | -         | -          | -           | -          | -         | 3            | 3      |
| 72ª | Vis Macerata                   | -         | -          | -           | -          | -         | 3            | 3      |
| 73ª | Atletico Piceno                | -         | -          | -           | -          | -         | 2            | 2      |
| 74ª | J.R.V.S. Ascoli                | -         | -          | -           | -          | -         | 2            | 2      |
| 75ª | Grottese                       | -         | -          | -           | -          | -         | 2            | 2      |
| 76ª | Helvia Recina                  | -         | -          | -           | -          | -         | 2            | 2      |
| 77ª | Mondolfo                       | -         | -          | -           | -          | -         | 2            | 2      |
| 78ª | Morrovalle                     | -         | -          | -           | -          | -         | 2            | 2      |
| 79ª | Pagliare                       | -         | -          | -           | -          | -         | 2            | 2      |
| 80ª | Real Metauro                   | -         | -          | -           | -          | -         | 2            | 2      |
| 81ª | Sassoferrato Genga             | -         | -          | -           | -          | -         | 2            | 2      |
| 82ª | Vismara                        | -         | -          | -           | -          | -         | 2            | 2      |
| 83ª | Atletico River Urbinelli       | -         | -          | -           | -          | -         | 1            | 1      |
| 84ª | Barbara                        | -         | -          | -           | -          | -         | 1            | 1      |
| 85ª | Chiesanuova                    | -         | -          | -           | -          | -         | 3            | 3      |
| 86ª | Cuprense                       | -         | -          | -           | -          | -         | 1            | 1      |
| 87ª | Montecchio Gallo               | -         | -          | -           | -          | -         | 2            | 2      |
| 88ª | Villa '95 Ceccolini-Fastiggi   | -         | -          | -           | -          | -         | 1            | 1      |
| 89ª | Vigor Santa Maria Apparente    | -         | -          | -           | -          | -         | 1            | 1      |

Calcio femminile:
Hanno partecipato alla massima divisione le seguenti 4 squadre: Associazione Calcio Femminile Ascoli, Picenum Castel di Lama, Unione Sportiva Vigor Senigallia Calcio Femminile, Associazione Polisportiva Dilettantistica E.D.P. Jesina Femminile

### Calcio a 5 (Futsal)
Nel 2024/25 partecipano ai campionati nazionalI:
- Pesaro Calcio a 5 - Serie A1
- Cus Ancona - Serie A2
- Bulldog Lucrezia - Serie A2
- Porto San Giorgio - Serie A2
- Corinaldo - Serie B
- Damiano & Gatti Ascoli - Serie B
- Eta Beta - Serie B
- Montesicuro Tre Colli - Serie B
- Potenza Picena - Serie B
- Recanati - Serie B

Hanno partecipato alla massima divisione le seguenti 4 squadre: Jesina Calcio a 5, Giampaoli Ancona, Ascoli Calcio a Cinque, Pesaro Calcio a 5.

### Beach Soccer
- Sambenedettese Beach Soccer

### Cricket
- Ancona Cricket CLub
- Corridonia Cricket Club
- Pakthoons Marche C.C.
- Jesi Cricket Club
- Porto Recanati Cricket Club

### Hockey
- Hockey Club Mogliano
- Hockey Club Potenza Picena
- Pattinatori Sambenedettesi

### Motociclismo
La tradizione del motociclismo in regione inizia con la nascita, nel 1911, del marchio Benelli (fondata da Teresa e dai suoi sei figli, fra cui il pilota Antonio Benelli, e tuttora attivo), un marchio storico capace di vincere nel Motomondiale 1950 e nel Motomondiale 1969 sia il titolo di Campione del Mondo costruttori che quello piloti (rispettivamente con Dario Ambrosini e con Kel Carruthers) nella Classe 250.
Gli allori mondiali però non si fermano alla Benelli, e nel 1960 a Pesaro viene fondata la Morbidelli che nella seconda metà degli anni settanta inanella una serie di successi storici: nel Motomondiale 1975 si aggiudica campionato piloti e costruttori nella Classe 125 con alla guida Paolo Pileri, nel Motomondiale 1976 ripete il doppio alloro della stagione precedente ma questa volta con Pier Paolo Bianchi ed infine nel Motomondiale 1977 si aggiudica il campionato piloti sia in 250 (con Mario Lega) che in 125 (ancora con Bianchi).
Nel 1976 a Sant'Angelo in Vado viene fondata la MBA che nel Motomondiale 1978 e nel Motomondiale 1980 vince il campionato piloti in 125 con Eugenio Lazzarini prima e con Pier Paolo Bianchi poi, mentre nel Motomondiale 1983 e nel Motomondiale 1985 vince, sempre in 125, il campionato costruttori.
Nel 2014 viene fondata dal tavulliese Valentino Rossi la scuderia SKY Racing Team VR46, che nel Motomondiale 2018 si aggiudica il campionato piloti con Francesco Bagnaia nella classe Moto2.
Lo stesso Rossi fonda anche un'importante scuola di motociclismo, la VR46 Riders Academy, dalla quale sono emersi talenti come Luca Marini, Lorenzo Baldassarri e Romano Fenati.
Principali scuderie
- Benelli
- Morbidelli
- MBA
- Campetella Racing
- SKY Racing Team VR46
- Snipers Team

### Pallacanestro
Pallacanestro maschile:
- V.L. Pesaro - Serie A2
- Jesi Academy - Serie B
- Sutor Montegranaro - Serie B
- Stamura Ancona - Serie B
- Pall. Senigallia - Serie B
- Basket P.S.E. - Serie B

Società sciolte:
- Recanati
- Pod. Montegranaro
- Fabriano Basket

Pallacanestro femminile:
- Ancona Basket
- Faleria 2000 Porto Sant'Elpidio
- FEBA Civitanova

### Pallavolo
Nel 2024/2025 partecipano ai campionati nazionali maschili:
- Associazione Sportiva Volley Lube - Serie A
- The Begin Volley Ancona - Serie A3
- M&G Scuola Pallavolo - Serie A
- Paoloni Volley Macerata - Serie B
- Nova Volley Loreto 2014 - Serie B
- Virtus Volley Fano - Serie A2
- Banca Macerata Pallavolo - Serie A2
- Volleygame Falconara - Serie B
- Pallavolo Sabini Castelferretti. - Serie B
- Volley Libertas Osimo - Serie B
- SIOS Novavetro San Severino - Serie B
- Real Bottega PU - Serie B

Hanno militato in massima serie maschile le seguenti 5 squadre: Associazione Sportiva Volley Lube, Pallavolo Falconara, Pallavolo Loreto, Dorica Pallavolo Ancona, Virtus Volley Fano
Nel 2024/2025 partecipano ai campionati nazionali femminili:
- Polisportiva Filottrano Pallavolo - Serie B1
- Megabox Vallefoglia- Serie A1
- Helvia Recina Volley - Serie A2
- Polisportiva Lorella Moie - Serie B1
- Castelbellino Volley - Serie B2
- Conero Volley - Serie B2
- Giannino Pieralisi Volley - Serie B2
- Pagliare Volley - Serie B2
- Pallavolo Corridonia - Serie B2
- Volley Sangiustese - Serie B2

Hanno militato in massima serie femminile le seguenti 9 squadre: Brogliaccio Pallavolo Ancona, Alma Juventus Pallavolo Fano, CUS Macerata, Giannino Pieralisi Volley, Robursport Volley Pesaro, Robur Tiboni Urbino Volley, Polisportiva Filottrano Pallavolo, Volley Pesaro, Megavolley.

### Pallanuoto
Pallanuoto maschile:
- Pallanuoto Osimo
- AS Nuoto Pallanuoto Falconara
- Adriakos Pallanuoto
- A.S.D Idor Fermo
- Jesina Pallanuoto
- Vela Nuoto Ancona

Pallanuoto femminile:
- Nuoto Tolentino
- Vela Nuoto Ancona

In grassetto le squadre che hanno partecipato almeno a un campionato di serie A2

### Rugby
- Rugby Jesi 70
- CUS Ancona Rugby
- Pesaro Rugby
- Amatori Rugby Ascoli
- Amatori Rugby Macerata
- Amatori Rugby Fermo 1935
- Samb Rugby
- Falconara rugby
- Legio Picena Rugby San Benedetto
- Lupi del San Vicino
- Novafeltria rugby
- Praetoriani rugby Recanati
- Rugby Mogliano 313
- San Lorenzo rugby
- Sena rugby
- Fabriano Rugby
- Lupi del Montefeltro Urbino Rugby

### Scherma
- Club scherma Jesi
- Club Scherma Pesaro
- Club scherma Ancona

### Softball
- Softball Mosca Macerata
- CUS Ancona Softball
- Unione Fermana Softball

### Football americano
- Angels Pesaro
- Dolphins Falconara
- Yankees Civitanova Marche
- Dolphins Ancona

### Taekwondo
- Taekwondo Olympic Ancona
- Accademia Dorica
- Taekwondo Club Ancona
- Dojang Tkd Taeguk
- Libertas Taekwondo Club Jesi
- Taekwondo Vallesina
- Falcons Academy
- All Blacks Taekwondo
- Centro Taekwondo Conero
- Taekwondo Fabriano
- Tiger Team Taekwondo Fabriano
- New Ch'on-Gi Club Tkd
- Fight Club Apiro
- Sant'Orso le Terrazze
- Taekwondo Fossombrone
- Tkd Forum Team Fossombrone
- Taekwondo Dragon Fighters
- A.M. Taekwondo
- Taekwondo San Lorenzo
- Taekwondo Club Paolo Palazzi
- 43º Parallelo Taekwondo
- Polisportiva Gagliarda
- Soc.Coop .Activa Fit

### Tennis
- FIT Marche